# جنگ استقلال موزامبیک
جنگ استقلال موزامبیک (انگلیسی: Mozambican War of Independence) نزاعی مسلحانه میان گروه‌های مسلح وابسته به جبهه آزادیبخش موزامبیک و نظامیان پرتغالی بود که موزامبیک را اشغال کرده بودند. این جنگ در ۲۵ سپتامبر ۱۹۶۴ شروع شد و با امضای قرار داد آتش‌بس میان طرفین در ۸ سپتامبر سال ۱۹۷۴ و مذاکراتی که در سال ۱۹۷۵ به استقلال این کشور منتهی شد، به پایان رسید.

## پیشینه

### جنگ‌های پرتغال
جنگ‌های پرتغال علیه گروه‌های مسلح آنگولا در سال ۱۹۶۱ شروع شد. در این جنگ‌ها گروه‌های مسلح خواهان استقلال سرزمین‌های آفریقایی بودند که به مدت ۴۰۰ سال توسط پرتغال اشغال شده بود و با این اشغالگری امپراتوری پرتغال را ایجاد کرده بودند.

### شروع درگیری در موزامبیک
در موزامبیک درگیری‌ها بعد از آن شروع شد که ساکنان بومی در این کشور شاهد رفتارهای بد و سوء استفاده اشغالگران پرتغالی در سرزمین‌هایشان شدند. بومیان موزامبیک با مشاهده برخورد استعمارگران پرتغالی متوجه شدند که آن‌ها تنها بدنبال منافع اقتصادی خود هستند و کشورهای آفریقایی تحت استعمار نمی‌توانند زندگی سنتی خود را ادامه دهند. علاوه بر این از دسترسی به آموزش‌هایی که پرتغالی‌ها در اختیار دارند محرومند و نمی‌توانند به مهارت‌های شغلی دست بیابند.
در چنین وضعیتی بود که درک منافع ملی در بسیاری از مردم موزامبیک افزایش یافت و در عین حال تن دادن به حاکمیت بیگانگان برایشان سخت‌تر شد. این آگاهی بعد از آن بیشتر شد که بعد از جنگ جهانی دوم جنبش‌های حق تعیین سرنوشت در کشورهای آفریقایی گسترش یافت. در مقابل بسیاری از روشنفکران و آفریقایی‌هایی که در رابطه‌های تنگاتنگ با حاکمان پرتغالی کار کرده بودند به ویژه کسانی که در شهرهای پیشرفته زندگی می‌کردند با جنبش‌های حق تعیین سرنوشت در آفریقا با بی میلی و شک برخورد می‌کردند. عکس‌العمل پرتغال در مقابل جنبش‌های حق تعیین سرنوشت این بود که حضور نظامی خود را در مناطق مستعمره افزایش دهند و در عین حال پروژه‌هایی را در جهت توسعه این منطقه‌ها شروع کنند. مقامات پرتغالی همچنین تلاش کردند بسیاری از روشنفکران مخالف با جنبش حق تعیین سرنوشت را به کشورهای مجاور بفرستند تا از آنجا بتوانند تنش‌های سیاسی مورد نظرشان را در موزامبیک طراحی کنند.

### تشکیل جبهه آزادیبخش موزامبیک
تشکیل جبهه آزادیبخش موزامبیک و حمایت اتحاد جماهیر شوروی، چین، کوبا، یوگسلاوی، بلغارستان، تانزانیا، زامبیا، مصر و الجزایر با حمایت تسلیحاتی از این جنبش‌ها و اعزام مشاوران برای کمک‌های فکری به آن‌ها به جنگی منتهی شد که نزدیک به یک دهه ادامه داشت.

## تعادل قوا
از نقطه نظر نظامی، ارتش کلاسیک پرتغال در جنگ استقلال موزامبیک دست بالا را داشت، با این وجود موزامبیک موفق شد که در ۲۵ ژوئن سال ۱۹۷۵ بعد از کودتایی که در پرتغال انجام شد و نامش انقلاب میخک گذاشته شد به حاکمیت ۴۷۰ ساله استعمار پرتغال در شرق آفریقا پایان دهد.

## علت کودتا
به نوشته مورخین کودتای نظامی در پرتغال به دلایل مختلفی از جمله اعتراض به برخورد نیروهای پرتغالی با ساکنان بومی موزامبیک و نیز افزایش دیدگاه‌های مارکسیستی در میان کادرهای نظامی ارتش پرتغال صورت گرفته‌است. یکی از دیگر دلایلی که مورخین به آن اشاره می‌کنند افزایش فشارهای جامعه جهانی علیه جنگ‌های استعماری پرتغال بوده‌است.

## بیلان
جنگ استقلال موزامبیک ۶۵۳۰۰ کشته برجا گذاشت. کشته‌های این جنگ شهروندانی بودند که اکثریت قربانیان در این جنگ را تشکیل می‌دادند. در طرف مقابل ۳۵۰۰ تن از نیروهای پرتغالی نیز بدست استقلال طلبان کشته شدند. گفته می‌شود که ۱۰۰۰۰ نفر دیگر نیز از مزدورانی که پرتغال وارد این جنگ کرده بود بدست نیروهای استقلال طلب کشته شده‌اند. این جنگ یکی از خونین‌ترین جنگ‌هایی است که در قاره آفریقا وجود داشته‌است.

## نتیجه جنگ استقلال
استقلال موزامبیک صلح را در پی خود نداشت چرا که در سال‌های بعد از استقلال جنگی داخلی در این کشور شروع شد.